# Cegarra
Pour les articles homonymes, voir Cegarra (homonymie).
Cegarra est l'une des sept paroisses civiles de la municipalité de Candelaria dans l'État de Trujillo au Venezuela. Sa capitale est Mitón.